# Calcarovula longirostrata
Calcarovula longirostrata is een slakkensoort uit de familie van de Ovulidae. De wetenschappelijke naam van de soort is voor het eerst geldig gepubliceerd in 1828 door Sowerby I.